# El Rasillo de Cameros
El Rasillo de Cameros is een gemeente in de Spaanse provincie en regio La Rioja met een oppervlakte van 15,85 km². El Rasillo de Cameros telt 143 inwoners (1 januari 2016).

## Demografische ontwikkeling

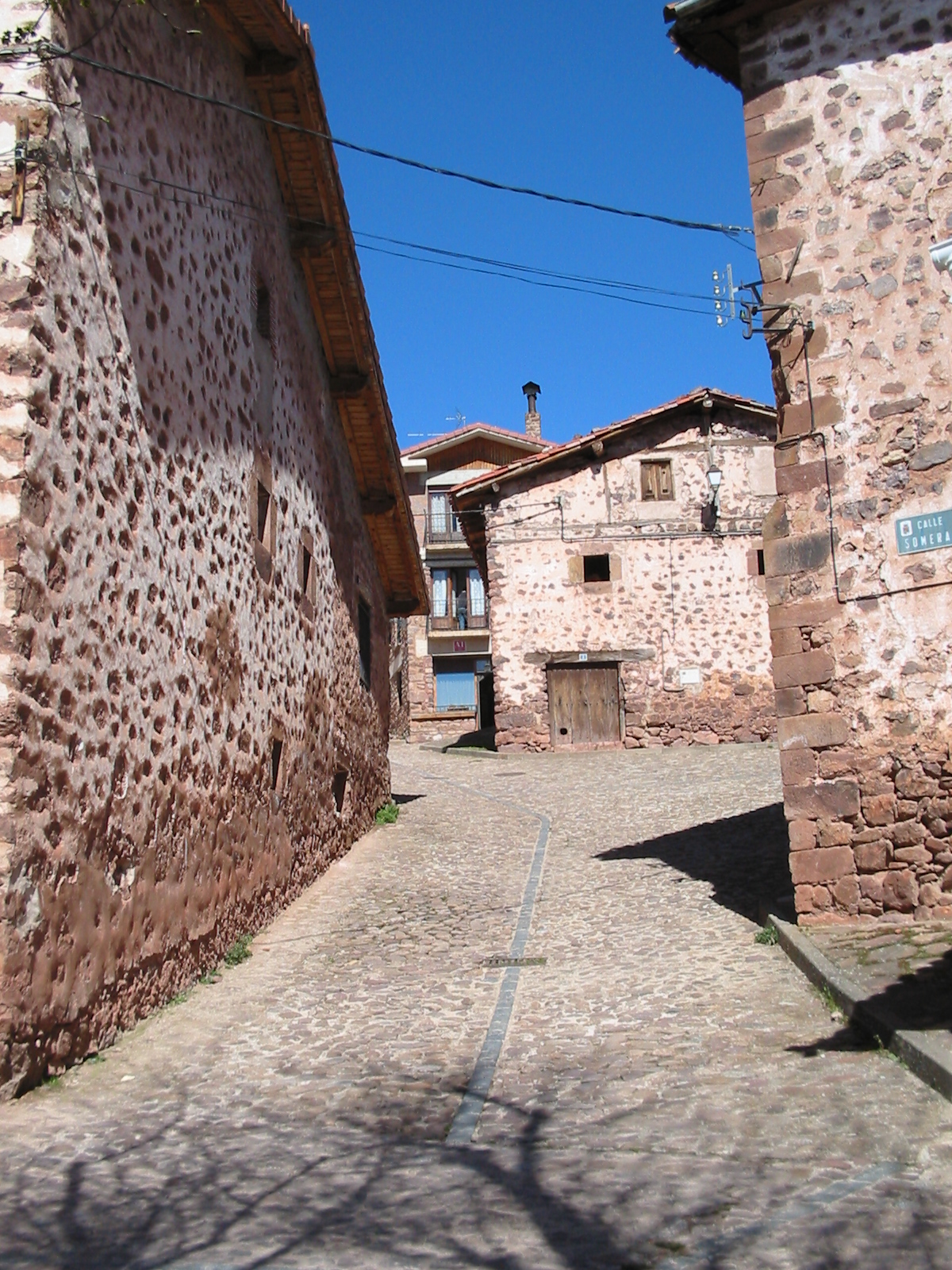
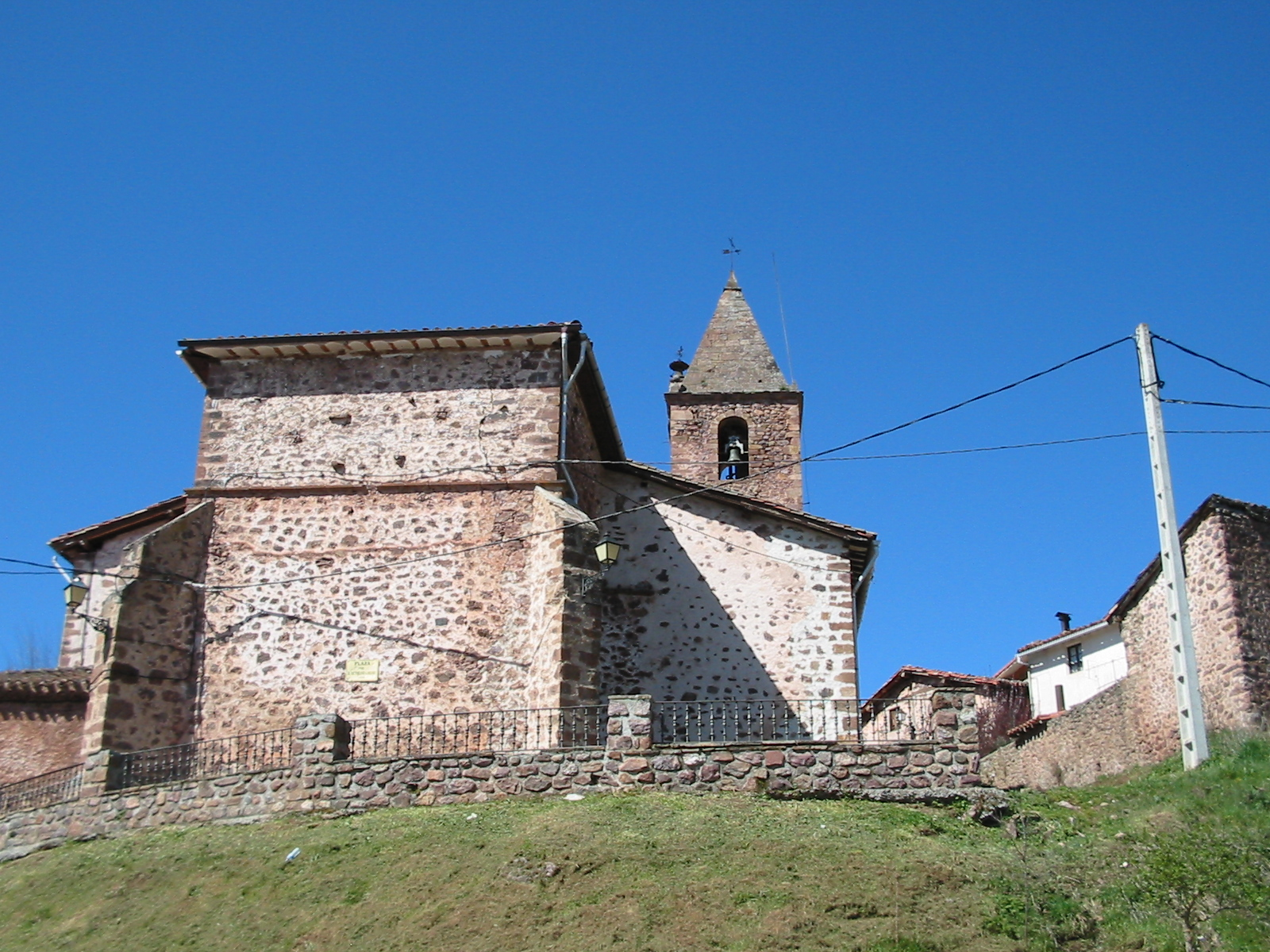
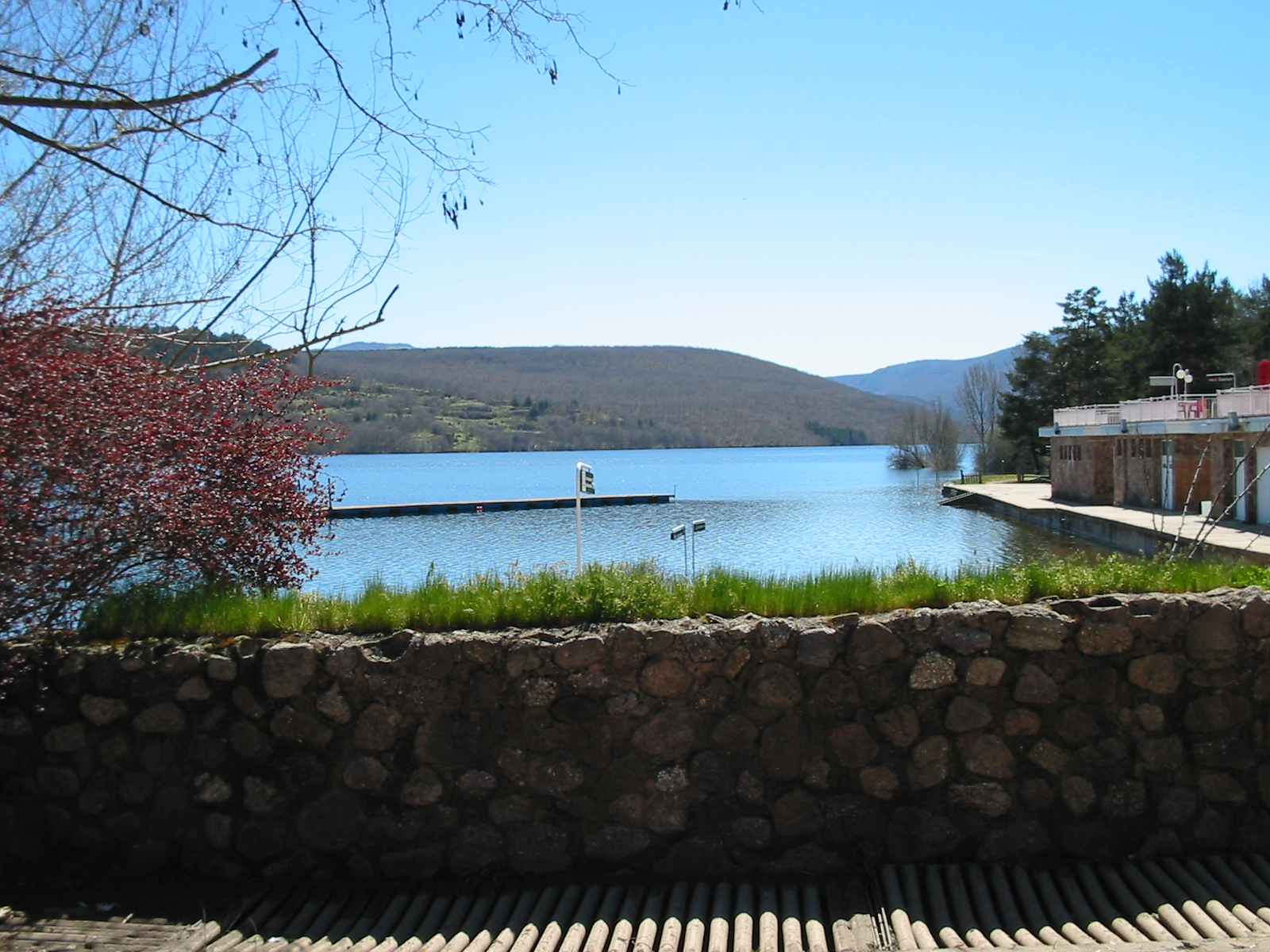

Bron: INE, 1857-2011: volkstellingen